# 生源寺龍憲
生源寺 龍憲（しょうげんじ たつのり、1998年5月15日 - ）は、山口県出身の日本のプロゴルファー。

## 経歴
山口県山陽小野田市出身。幼い頃はサッカーをしていたが、父親の練習についていったことをきっかけに10歳でゴルフを始めた。高校は岡山県の作陽学園高等学校に入学。同級生には渋野日向子がいた。その後、同志社大学に進学し3年次の2019年に『関西学生ゴルフ選手権競技』で2位になると、2020年には大阪学院大学で2年だった平田憲聖を抑えて『関西学生会長杯』で優勝した。同年のクオリファイングトーナメントに参加してプロ転向。
下部チャレンジのABEMAツアーを中心にプレーして少しずつ成績を上げると、2023年6月にABEMAツアー『ジャパンクリエイトチャレンジ in 福岡雷山』でプロ初優勝を飾ると、次戦の『南秋田カントリークラブみちのくチャレンジトーナメント』も制して2戦連続優勝。同年の下部ツアーを歴代最多賞金額で賞金王に輝いた。
2024年は国内ツアー開幕戦『東建ホームメイトカップ』で2位になると賞金ランキング29位で初のシードを獲得した。同年は予選会を通過してアジアンツアーの出場権も獲得しており積極的に参戦してトップ10にも入った。
2025年の国内ツアー開幕戦『東建ホームメイトカップ』の最終日は降雨によるコースコンディション不良のため中止となり、前日までの3日間で66-64-66を記録し、2位の米澤蓮と3打差をつける通算17アンダーで単独トップに立っていたためツアー初優勝を飾った。同年5月の『日本プロゴルフ選手権大会』最終日をショーン・ノリスと並ぶ首位で出たが、11番でダブルボギーを叩くなどスコアを伸ばせず通算14アンダーで並んだ清水大成とプレーオフ。4ホールに及んだが生源寺がパーパット外し、清水にパーを決められて敗北し、メジャー大会初優勝とはならなかった。6月『JAPAN PLAYERS CHAMPIONSHIP by サトウ食品』で最終日1打差の2位から出て、6バーディ、ノーボギーの「65」で回り切り、通算23アンダーの1打差で逆転優勝し、選手会主催試合を初制覇。

## エピソード
名字は天台宗の開祖である最澄生誕の地といわれる滋賀県大津市坂本にある生源寺が由来。

## 主な記録

### ツアー優勝(2)
| No. | Date                  | Tournament                               | スコア                 | 2位との差 | 2位（タイ） |
| --- | --------------------- | ---------------------------------------- | ---------------------- | --------- | ----------- |
| 1   | 2025年4月10日-4月12日 | 東建ホームメイトカップ                   | −17（66-64-66=196）    | 3打       | 米澤蓮      |
| 2   | 2025年6月26日-6月29日 | JAPAN PLAYERS CHAMPIONSHIP by サトウ食品 | −23（67-63-66-65=261） | 1打       | 大岩龍一    |

#### プレーオフ記録（0-1）
| No. | 年     | 大会                     | 対戦相手 | 内容 |
| --- | ------ | ------------------------ | -------- | --- |
| 1   | 2025年 | 日本プロゴルフ選手権大会 | 清水大成 | No.18H(602yds/par5)の繰り返し 1H目：清水3オン2パット、生源寺4オン1パットでともにパー 2H目：清水、生源寺とも3オン2パットのパー （ピン位置を手前12、右5に変更） 3H目：清水、生源寺とも3オン1パットのバーディ 4H目：生源寺4オンでパーパット外す、清水3オン2パットのパーで敗北 |